# Anna Löfström
Anna Löfström, född 1872, död 1936, var en svensk skådespelare.

## Filmografi (urval)
- 1915 – Rosen på Tistelön
- 1916 – Aktiebolaget Hälsans gåva
- 1916 – Kärleken segrar

## Teater

### Roller
| År   | Roll      | Produktion               | Regi         | Teater         |
| ---- | --------- | ------------------------ | ------------ | -------------- |
| 1924 | Fru Aubry | Kammarfrun Félix Gandéra | Ernst Eklund | Blancheteatern |